# 王陆进
王陆进（1968年10月—），男，汉族，江苏丹阳人，中华人民共和国政治人物。1990年7月参加工作，1995年5月加入中国共产党，厦门大学财政学专业博士研究生毕业。现任中共河北省委副书记、第二十届中央纪委委员。曾任中央纪委国家监委驻中国银行保险监督管理委员会纪检监察组组长、中国银行保险监督管理委员会党委委员，中央纪委国家监委驻国家金融监督管理总局纪检监察组组长、国家金融监督管理总局党委委员。

## 简历
1987年9月，毕业于常州机械学校机械制造专业。1990年7月，取得中南财经大学财政金融系财政学专业硕士学位，后留在中南财经大学任教，期间在职攻读厦门大学财金系财政学专业博士学位。
1995年7月获得博士学位后，赴国家税务总局任职，从基层干部起步。2004年3月，任国家税务总局办公厅副主任，2013年12月，升任国家税务总局办公厅主任。2016年1月，转任国家税务总局总会计师。2018年5月，任国家税务总局党组成员，同年6月任国家税务总局副局长。国家税务总局党委成立后，王陆进成为该局党委委员。
2020年8月，转任审计署副审计长。
2022年10月，任中央纪委国家监委驻中国银行保险监督管理委员会纪检监察组组长、中国银行保险监督管理委员会党委委员，不再担任审计署副审计长职务。
2023年5月，任中央纪委国家监委驻国家金融监督管理总局纪检监察组组长、国家金融监督管理总局党委委员。
2024年6月，任河北省委副书记。